# Nancy Lee Grahn
Nancy Lee Grahn (ur. 28 kwietnia 1956 w Skokie) – amerykańska aktorka telewizyjna, teatralna i filmowa. Wystąpiła w roli Julii Wainwright Capwell w operze mydlanej NBC Santa Barbara (1985-1993) i jako Alexis Davis w operze mydlanej ABC Szpital miejski (General Hospital, 1996-2021). Laureatka nagród - Daytime Emmy 2012 i Soap Opera Digest 2000, 2001 i 2003.

## Życiorys
Urodziła się w Skokie, w stanie Illinois jako córka pary choreografów lokalnego teatru - Barbary Edny (z domu Ascher) i Roberta Donalda „Bobby’ego” Grahna. Jej matka była Żydówką, a jej przodkami byli niemieccy Żydzi, podczas gdy ojciec miał pochodzenie niemieckie oraz angielskie i był luteraninem. Wychowywała się z dwiema siostrami - Wendy i Suzi Lou Gantz. Po raz pierwszy pojawiła się na scenie jako kucyk we wspólnotowej produkcji Oklahoma!. Podczas nauki w Niles North High School wystąpiła jako Daisy Mae w szkolnym przedstawieniu Li’l Abner. Jako studentka pierwszego roku na Uniwersytecie Illinois w Urbanie i Champaign dostała swoją pierwszą uznaną rolę Mimi w musicalu Faceci i laleczki (Guys and Dolls) z muzyką Franka Loessera na scenie Goodman Rep Theater w sezonie 1973/1974. Następnie wyjechała do Nowego Jorku, gdzie studiowała aktorstwo pod kierunkiem nauczycielki dramatu Sandy Meisner i Billa Epsena. Wkrótce wystąpiła w komedii szekspirowskiej Sen nocy letniej w Dallas Theatre Center i sztuce Neila Simona Boso w parku, a także w inscenizacjach – Dzień ojca (Father's Day) i Dwoje na huśtawce (Two For The Seesaw) Williama Gibsona. 
Po gościnnym udziale w serialu westernowym NBC Domek na prerii (Little House on the Prairie, 1980) z Michaelem Landonem i Melissą Gilbert, została zaangażowana do roli Beverly Wilkes w operze mydlanej ABC Tylko jedno życie (One Life to Live, 1980-1982). 
W 1982 pojawiała się gościnnie w sześciu serialach: ABC Feniks (The Phoenix), NBC Nieustraszony (Knight Rider) z Davidem Hasselhoffem oraz CBS – Magnum (Magnum, P.I.) z Tomem Selleckiem, Niesamowity Hulk (The Incredible Hulk) z Lou Ferrigno oraz CBS Simon i Simon (Simon & Simon). Sympatię wśród telewidzów i uznanie w oczach krytyki zdobyła telewizyjną kreacją Julii Wainwright, zawziętej prawniczki w operze mydlanej NBC Santa Barbara (1985-1993), za którą została uhonorowana nagrodą Emmy. Można ją było zobaczyć potem w dramacie telewizyjnym Ofiara niewinności (The Girl Who Came Between Them/Victim of Innocence, 1990) z Cheryl Ladd i Anthonym Johnem Denisonem. W 1996 przyjęła rolę Alexis Davis w operze mydlanej ABC Szpital miejski (General Hospital). W 2010 wzięła udział w programie Hell’s Kitchen.

## Życie prywatne
Ma córkę Katherine „Kate” Grace (ur. 24 lutego 1998).

## Filmografia

### Seriale TV
- 1980: Domek na prerii (Little House on the Prairie) jako dziewczyna z salonu
- 1980-1982: Tylko jedno życie (One Life to Live) jako Beverly Wilkes
- 1982: Nieustraszony (Knight Rider) jako Jane Adams
- 1982: Magnum (Magnum, P.I.) jako Wendy Gilbert
- 1985: Napisała: Morderstwo jako Erin Carey
- 1985-1993: Santa Barbara jako Julia Wainwright Capwell
- 1986: Napisała: Morderstwo jako Sheila Saxon
- 1994: Babilon 5 (Babylon 5) jako Shaal Mayan
- 1994: Agencja modelek (Models Inc.) jako detektyw Towers
- 1995: Renegad (Renegade) jako Liza
- 1996: Diagnoza morderstwo (Diagnosis Murder) jako Terri Michaels
- 1996-2021: Szpital miejski (General Hospital) jako Alexis Davis
- 1997: Melrose Place jako Denise Fielding
- 1997-1999: Siódme niebo (7th Heaven) jako dyrektorka Russell
- 2000: Port Charles jako Alexis Davis
- 2013: Castle jako Samantha Voss

### Filmy
- 1985: Streets of Justice (TV) jako młoda prawniczka
- 1985: Dzieci nic nie mówią (Kids Don’t Tell, TV) jako lalkarka
- 1985: Romans z zamężną kobietą (Obsessed with a Married Woman, TV) jako Bianca
- 1990: Ofiara niewinności (The Girl Who Came Between Them/Victim of Innocence, TV) jako Jann
- 1991: Perry Mason: Szklana Trumna (Perry Mason: The Case of the Glass Coffin, TV) jako Kate Ford
- 1995: Dzieci kukurydzy III: Miejskie żniwa (Children of the Corn III: Urban Harvest) jako Amanda Porter